# العبارة (أرسطو)

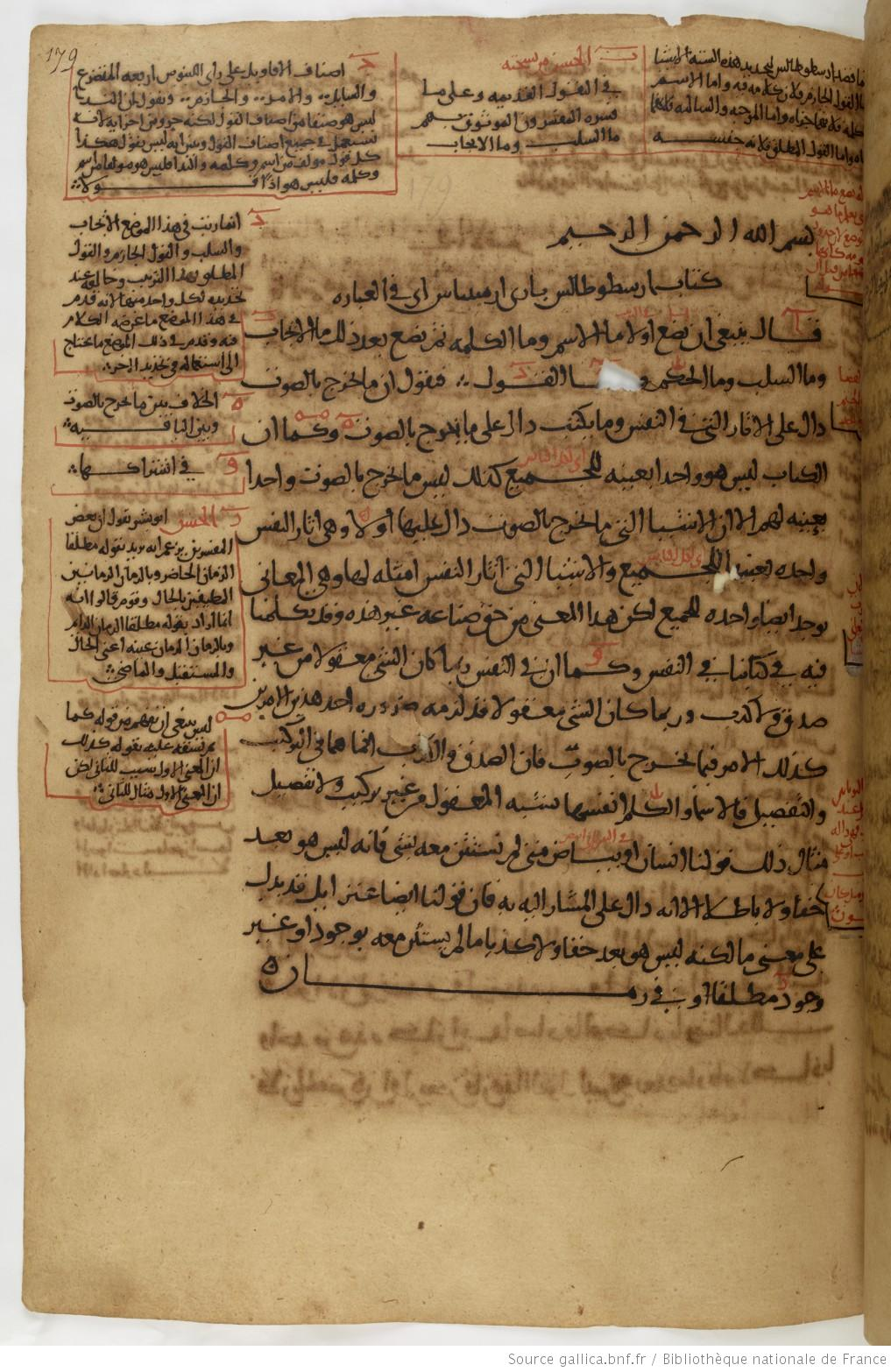
كتاب العبارة - مخطوطة باريس رقم 2346.

العبارة أو باليونانية باري ارمانياس أو باريمينياس هي إحدى الآثار المنسوبة إلى أَرِسْطُوطَالِيس، وتعتبر ضمن الكتب المنطقية المعروفة بـ «الأورغانون».
وقد شكك عبد الرحمن بدوي في صحة نسبة الكتاب إلى أرسطو، إلا أنه ذكر أن أغلب الأفكار الواردة فيه أرسطية صرفة.

## الترجمة
قال صاحب كشف الظنون: «نقله حنين إلى السريانية وإسحاق إلى العربي وفسره الكندي.» وقد نشر ج. ا. هوفمن G. E. Hoffmann الترجمة السريانية لكتاب العبارة. كما نشر ايزيدور بولك I. Pollak الترجمة العربية ثم تبعه الأب موريس بويج، والذي نشره على هامش نشرته لكتاب «تلخيص كتاب المقولات» لابن رشد.